# 48422 Schrade
48422 Schrade è un asteroide della fascia principale. Scoperto nel 1988, presenta un'orbita caratterizzata da un semiasse maggiore pari a 2,2954435 UA e da un'eccentricità di 0,1708076, inclinata di 8,18620° rispetto all'eclittica.